# Mastadenovirus

Genomkarte der des Human adenovirus C serotype 2, Spezies Human mastadenovirus C, Gattung Mastadenovirus

Die Gattung Mastadenovirus umfasst Viren der Familie Adenoviridae, die ausschließlich bei Säugetieren vorkommen. Von dieser Eigenschaft leitet sich auch der Name der Gattung ab (gr. μαστός ‚weibliche Brust‘). Mastadenoviren sind bislang bei Rindern, Pferden, Schafen, Ziegen und Schweinen, sowie bei Nagetieren wie Mäusen, Hörnchen und Meerschweinchen gefunden worden. Auch beim Menschen und bei nahe verwandten Menschenaffen wurden Mastadenoviren gefunden (siehe Humane Adenoviren). Mastadenoviren verursachen meist Infektionen des Respirationstraktes, der Augenbindehäute und der Harnblase.

## Morphologie
Die etwa 70–90 nm großen unbehüllten Virusteilchen (Virionen) bestehen aus einem ikosaedrischen Kapsid, das aus 240 Hexonproteinen (Triangulationszahl T=4) und an den Ecken zusätzlich 12 Pentonproteinen gebildet wird. Bei einigen Spezies der Mastadenoviren finden sich an den Pentonen ein oder zwei Proteinfortsätze (Fibern). Typisch für die Gattung Mastadenovirus ist das zusätzliche Vorhandensein zweier Proteine im Kapsid, den Proteinen V und IX. Das Protein IX ist neben der strukturellen Stabilisierung der Hexone auch als ein funktionelles Protein aktiv, das als Transkriptionsfaktor bei der Vermehrung des Virus beteiligt ist. Das Protein V ist zusätzlich für den Transport der viralen DNA in den Zellkern verantwortlich. Im Inneren des Kapsids befindet sich die virale DNA.

Die Oberfläche des Virions, besonders die Fibern, bestimmen die serologische Reaktionsweise und Induktion von Antikörpern. Die Spezies und unterschiedlichen Isolate der Mastadenoviren sind serologisch besonders durch die Proteine E3 und E4 gut zu unterscheiden; es zeigen sich aber erhebliche Abweichungen zu Spezies anderer Gattungen der Adenoviridae.

## Genom
Das Genom der Mastadenoviren besteht aus einem einzigen, linearen Molekül einer doppelsträngigen DNA mit einer Länge von 30.288 bis 36.521 bp. Am 5'-Ende der DNA ist ein virales Protein (VPg) nicht-kovalent gebunden. Die für Adenoviren typischen Sequenzmotive (Inverted terminal repetitions, ITRs) sind bei den Mastadenoviren mit 93–371 bp besonders lang; sie beinhalten an die Säuger-Zelle angepasste Bindungsstellen für zelluläre Proteine, die der Steuerung der DNA-Replikation dienen.

Die Spezies der Mastadenoviren können mit abhängigen Viren (Satelliten-Viren) der Gattung Dependovirus (Familie Parvoviridae) vergesellschaftet sein, denen sie als Helfervirus die Vermehrung erst ermöglichen.

## Systematik
Die Zuordnung der entdeckten Virusisolate der Mastadenoviren zu einzelnen Spezies ist sehr komplex. Ursprünglich wurde eine Einteilung aufgrund unterschiedlicher Eigenschaften dieser Viren inklusive serologischer Untersuchungen, GC-Basen-Gehalt, Hämagglutinationseigenschaften durchgeführt, die jedoch u. a. durch Vergleiche der Genomsequenzen ersetzt wurde. Beide Systeme weichen erheblich voneinander ab. So kommt es beispielsweise zur Einordnung des ursprünglichen Serotyps Bovines Adenovirus 9 in die Spezies Humanes Mastadenovirus C.
Schimpansen-Adenoviren: Aus Schimpansen isolierte Adenoviren werden aufgrund ihrer großen Ähnlichkeit mit bestimmten Humanen Adenoviren (HAdVs) in „menschliche“ Adenovirus-Arten klassifiziert. So gehören die Simian-Adenoviren SAdV-22 bis SAdV-25 zur Spezies Human-Mastadenovirus E und SAdV-21 zur Spezies Human-Mastadenovirus B.
- Gattung Mastadenovirus[4][5]

- Spezies Bovines Mastadenovirus A (BAdV-1)
- Spezies Bovines Mastadenovirus B (BAdV-3)
- Spezies Bovines Mastadenovirus C (BAdV-10)
- Spezies Canines Mastadenovirus A (CAdV-1 und -2)
- Spezies Hirsch-Mastadenovirus B (Deer Mastadenovirus B; OdAdV-2)
- Spezies Delfin-Mastadenovirus A und B (BDAdV-2 und BDAdV-1, sic!)
- Spezies Equines Mastadenovirus A (EAdV-1)
- Spezies Equines Mastadenovirus B (EAdV-2)
- Spezies Fledermaus-Mastadenovirus A − G (Bat Mastadenovirus A – G; BaAdV-3, -2, -4, -7, -8, -9 und -11)
- Spezies Humanes Mastadenovirus A (HAdV-12 mit den Serotypen 12, 18, 31)
- Spezies Humanes Mastadenovirus B (HAdV-3 mit den Serotypen 3, 7, 11, 14, 16, 21, 34, 35, 50, 55; SAdV-21)
- Spezies Humanes Mastadenovirus C (HAdV-2 mit den Serotypen 1, 2, 5, 6, 57)
- Spezies Humanes Mastadenovirus D (HAdV-9 mit den Serotypen 8, 9, 10, 13, 15, 17, 19, 20, 22, 23, 24, 25, 26, 27, 28, 29, 30, 32, 33, 36, 37, 38, 39, 42, 43, 44, 45, 46, 47, 48, 49, 51, 53, 54, 56)
- Spezies Humanes Mastadenovirus E (HAdV-4 mit dem Serotyp 4, SAdV-22 – SAdV-25)
- Spezies Humanes Mastadenovirus F (HAdV-40 mit den Serotypen 40, 41)
- Spezies Humanes Mastadenovirus G (SAdV-1; HAdV-52 mit dem Serotyp 52)
- Spezies Murines Mastadenovirus A – C (MAdV-1 – MAdV-3)
- Spezies Neuweltaffen-Mastadenovirus A (Platyrrhini Mastadenovirus A; TMAdV)
- Spezies Ovines Mastadenovirus A (BAdV-2, sic!)
- Spezies Ovines Mastadenovirus B (OAdV-1)
- Spezies Porcines Mastadenovirus A (PAdV-3)
- Spezies Porcines Mastadenovirus B (PAdV-4)
- Spezies Porcines Mastadenovirus C (PAdV-5)
- Spezies Seelöwen-Mastadenovirus A (Sea lion Mastadenovirus A; CSLAdV-1)
- Spezies Simianes mastadenovirus A − I (SAdV-3, SAdV-49, BabAdV-3, SAdV-13, SAdV-16, SAdV-18, SAdV-20, SAdV-54, SAdV-55)
- Spezies Skunk-Mastadenovirus A (SkAdV)
- Spezies Spitzhörnchen-Mastadenovirus A (Baumhörnchens-Mastadenovirus, Tree shrew mastadenovirus; TSAdV-1)
- Spezies Mastadenovirus des Hörnchens (Squirrel mastadenovirus A; SqAdV-1)

Vorläufige und nicht-klassifizierte Spezies der Gattung Mastadenovirus:
- Spezies Caprines Adenovirus (Goat adenovirus 2, GAdV-2) bei Ziegen
- Spezies Adenovirus des Meerschweinchens (Guinea pig adenovirus 1, GPAdV-1)
- Spezies Ovines Adenovirus C (Ovine adenovirus 6, OAdV-6) bei Schafen bei Schafen